# Astrid Platzmann-Scholten
Astrid Platzmann-Scholten (* 25. August 1959 in Bochum als Astrid Platzmann) ist eine deutsche Kommunalpolitikerin von Bündnis 90/Die Grünen. Sie war von 2004 bis 2020 Bürgermeisterin der Stadt Bochum.

## Karriere
Platzmann-Scholten ist Fachärztin für Frauenheilkunde. Im Jahr 1982 trat sie den Grünen bei; sie engagiert sich dort vornehmlich für Soziales, Gesundheitspolitik, die Anti-Atomkraft-Bewegung und Antirassismus. Sie ist Mitbegründerin von BoSprInt, einem Verein, der sich um Spenden für die Integrierung von Migranten bemüht.
Bei den Bürgermeisterwahlen im September 2004 wurde sie erstmals vom Rat der Stadt zur Bürgermeisterin von Bochum gewählt. In den Jahren 2009 und 2014 wurde sie in diesem Amt bestätigt. Im Rat der Stadt, dem sie von 1996 bis 1999 und erneut seit 2004 angehört, hat sie den Vorsitz ihrer Fraktion und des Ausschusses für Arbeit, Gesundheit und Soziales inne. 
Sie erlangte landespolitische Bedeutung durch Kritik am Asylkompromiss gegenüber ihrer eigenen Partei. Sie steht dem linken Flügel ihrer Partei nahe.

## Privates
Platzmann-Scholten ist verheiratet und hat drei Kinder. Neben ihrer Tätigkeit als Kommunalpolitikerin leitet sie eine Beratungsstelle zu AIDS und anderen sexuell übertragbaren Krankheiten.